# Austroplebeia cassiae
Austroplebeia cassiae är en biart som först beskrevs av Cockerell 1910.  Austroplebeia cassiae ingår i släktet Austroplebeia och familjen långtungebin. Inga underarter finns listade.